# Breakthrough
Breakthrough – piąty japoński singel południowokoreańskiego zespołu Twice, wydany w Japonii 24 lipca 2019 roku przez Warner Music Japan. Został wydany w czterech edycjach: regularnej CD, dwóch limitowanych oraz „ONCE JAPAN”. Osiągnął 2 pozycję w rankingu Oricon i pozostał na liście przez 27 tygodni. Singel zdobył status platynowej płyty.

## Lista utworów
| CD | CD                                 | CD         | CD                                 | CD        | CD      |
| Nr | Tytuł utworu                       | Tekst      | Kompozycja                         | Aranżacja | Długość |
| -- | ---------------------------------- | ---------- | ---------------------------------- | --------- | ------- |
| 1. | „Breakthrough”                     | Yū Shimoji | Jan Baars, Rajan Muse, Ronnie Icon | Jan Baars | 3:37    |
| 2. | „FANCY” (Japanese ver.)            | Eri Osanai | Black Eyed Pilseung, Jeon Gun      | Rado      | 3:36    |
| 3. | „Breakthrough” (taalthechoi Remix) | Yū Shimoji | Jan Baars, Rajan Muse, Ronnie Icon | Versachoi | 3:22    |
| 4. | „Breakthrough” (Instrumental)      |            | Jan Baars, Rajan Muse, Ronnie Icon | Jan Baars | 3:37    |

| DVD (wer. limitowana A) | DVD (wer. limitowana A)                   | DVD (wer. limitowana A) |
| Nr                      | Tytuł utworu                              | Długość                 |
| ----------------------- | ----------------------------------------- | ----------------------- |
| 1.                      | „Breakthrough” (Music Video)              |                         |
| 2.                      | „Breakthrough” (Music Video Making Movie) |                         |

| DVD (wer. limitowana B) | DVD (wer. limitowana B)                    | DVD (wer. limitowana B) |
| Nr                      | Tytuł utworu                               | Długość                 |
| ----------------------- | ------------------------------------------ | ----------------------- |
| 1.                      | „Breakthrough” (Music video Lip sync ver.) |                         |
| 2.                      | „Jacket Shooting Making Movie”             |                         |

## Notowania
| Lista                             | Pozycja |
| --------------------------------- | ------- |
| Oricon Weekly Singles Chart       | 2       |
| Oricon Yearly Singles Chart       | 17      |
| Billboard Japan Hot 100           | 1       |
| Billboard Japan Top Singles Sales | 2       |

## Sprzedaż
| Dane wg         | Sprzedaż |
| --------------- | -------- |
| Oricon          | 326 894+ |
| Billboard Japan | 395 995+ |